# Robert H. McNaught
Robert H. McNaught (n. 1956 în Scoția, Regatul Unit) este un astronom australian la școala de cercetări de astronomie și de astrofizică a Universității Naționale Australiene. A colaborat cu David Asher de la observatoul de la Armagh în Irlanda de Nord.
Este un descoperitor prolific de asteroizi, care participă la Siding Spring Survey. Este descoperitor și co-descoperitor al unor numeroase comete, printre care 130P/McNaught-Hughes și C/2013 A1.
Asteroidul (3173) McNaught, Cometa McNaught, cunoscută și sub numele de Marea Cometă din 2007, precum și cometa 130P/McNaught-Hughes au fost denumite în onoarea sa.